# Graaf Rivers
Graaf Rivers (Engels: Earl Rivers) is een Engelse adellijke titel, die in bezit was van respectievelijk de families Woodville, Darcy en Savage. 
De titel werd in 1466 voor het eerst gecreëerd door Hendrik VI van Engeland voor Richard Woodville, en bleef in diens familie tot 1491. De naam Rivers was afgeleid van de oude familienaam Redvers of Reviers. Een voorvader, John Rivers had in 1299 als baron Rivers zitting genomen in het parlement.
Na de dood in 1491 van Richards kleinzoon, eveneens Richard geheten, stierf de titel uit.
Van 1620 tot zijn dood in 1640 was Thomas Darcy de graaf van Rivers, die de titel doorgaf aan zijn kleinzoon John Savage, de zoon van Darcy's dochter Elizabeth en Thomas Savage. John stierf in 1654, waarop zijn zoon Thomas en kleinzoon Richard graaf werden. Na 1735 stierf de familie uit. In 1641 werd Elizabeth voor het leven beleend met de titel gravin Rivers.

## Graaf Rivers, eerste creatie (1466)
- 1466 - 1469: Richard Woodville (ca. 1416-1469), 1e graaf Rivers
- 1469 - 1483: Anthony Woodville (1442-1483), 2e graaf Rivers
- 1483 - 1491: Richard Woodville (1449-1491), 3e graaf Rivers

## Graaf Rivers, tweede creatie (1626)
- 1626 - 1640: Thomas Darcy († 1640), 1e graaf Rivers
- 1640 - 1654: John Savage (1603-1654), 2e graaf Rivers
- 1654 - 1694: Thomas Savage (1628-1694), 3e graaf Rivers
- 1694 - 1712: Richard Savage (1654-1712), 4e graaf Rivers
- 1712 - 1737: John Savage (1665-1737), 5e graaf Rivers

## Gravin Rivers (1641)
- 1641 - 1651: Elizabeth Darcy (1581-1651), gravin Rivers